# Bordão de Asclépio

O bastão de Asclépio, símbolo da Medicina.

O bordão ou bastão de Esculápio ou Asclépio é um símbolo antigo, relacionado com a astrologia e com a cura dos doentes através da medicina. Consiste de um bastão envolvido por uma serpente. Às vezes é confundido com o caduceu de Hermes (Mercúrio), que consiste num bastão com duas serpentes enroscadas e asas no alto. Esculápio (em latim: Aesculapius) era o deus romano da medicina e da cura. Foi herdado diretamente da mitologia grega, na qual tinha as mesmas propriedades mas um nome sutilmente diferente: Asclépio (em grego: Ἀσκληπιός, transl. Asklēpiós).
De acordo com a Mitologia Grega, Esculápio teria aprendido a arte da cura com Quíron. Ele é costumeiramente representado como um cirurgião na embarcação Argo, construída com a ajuda da deusa Atena. Esculápio era tão habilidoso nas artes médicas que ganhou a reputação de ter trazido pacientes de volta dos mortos. Em virtude disto, foi punido e colocado nos céus como a constelação Ofiúco (significando: "o portador da serpente", ou "O Serpentário"). Tal constelação fica entre Sagitário e Escorpião.

Caduceu de Asclépio ou Esculápio, o símbolo da medicina, visto aqui na bandeira da OMS.

Em várias esculturas procedentes de templos de Asclépio greco-romanos, o deus da medicina é sempre representado segurando um bastão com uma serpente em volta, o qual se tornou o símbolo da medicina.

## Utilização como emblema oficial

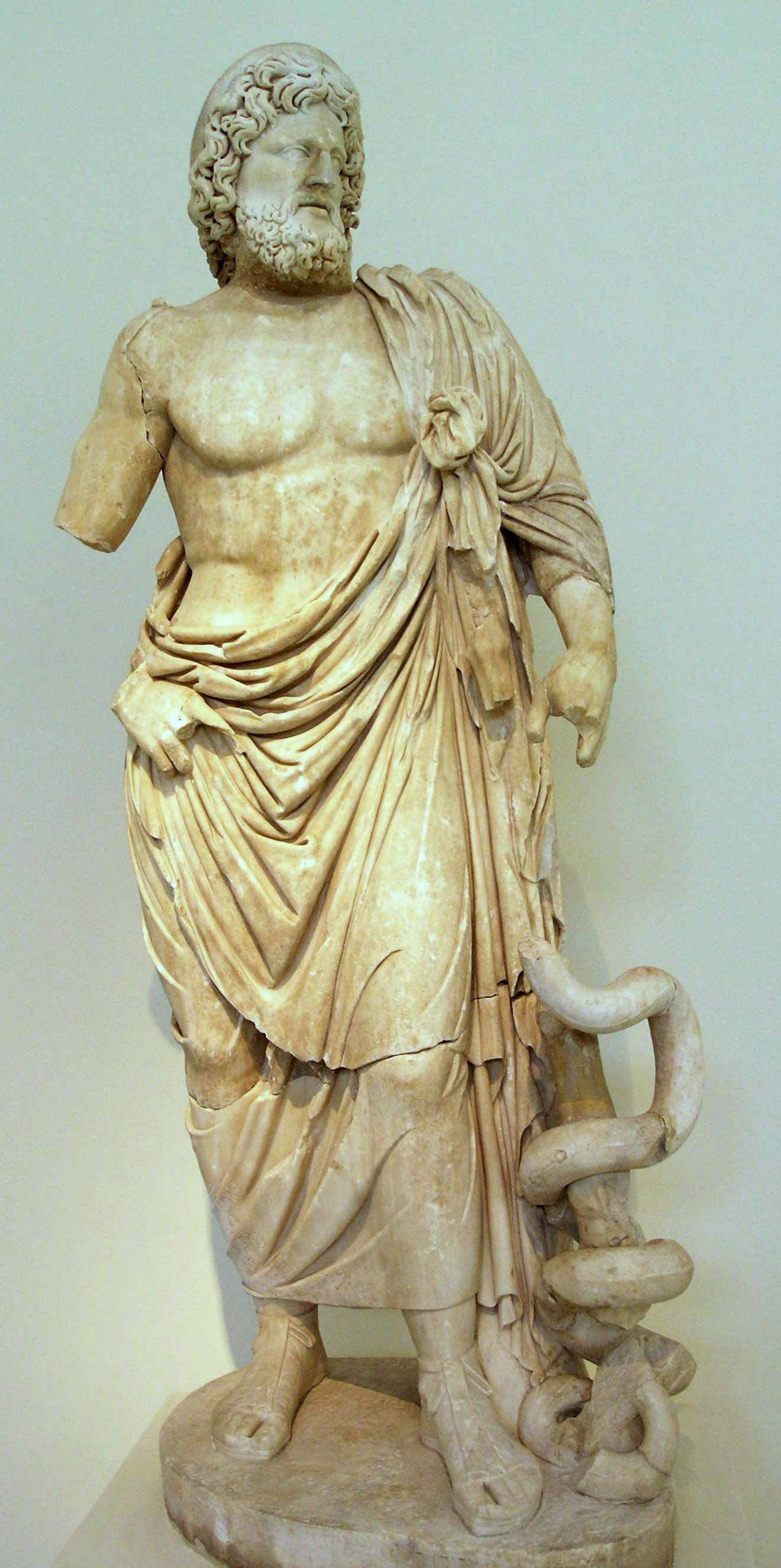
Asclépio (grego) ou Esculápio (romano): o deus que nasceu mortal e que representa a medicina

A Organização Mundial de Saúde (OMS), fundada em 1948, adotou o símbolo de Asclépio como parte da sua bandeira. A Associação Médica Mundial, reunida em Havana em 1956, também adotou um modelo padronizado do símbolo de Asclépio para uso dos médicos civis. As organizações médicas de caráter profissional e de âmbito nacional de vários países, que possuem emblema com serpente de Asclépio, são as do Brasil, Canadá, Costa Rica, Inglaterra, França, Alemanha, Suécia, Dinamarca, Itália, Portugal, África do Sul, Austrália, Nova Zelândia, países do sudeste asiático, China e Taiwan.

### Caduceu de Hermes e de Asclépio
O bastão de Asclépio (o idealizado como símbolo da medicina) é uma serpente dando duas voltas e meia em torno do bastão de madeira. Entretanto, equivocadamente a Marinha dos Estados Unidos adota o símbolo de Hermes ao seu corpo médico e há uma certa divergência leiga acerca da utilização dos caduceus — ou bastões. O caduceu de Hermes, que na verdade tem uma representação da Contabilidade, é descrito como um bastão de ferro, com duas serpentes e ao final anexado um par de asas. O símbolo médico não deve ser representado com asas.

### Derivações
Todo símbolo pode ser estilizado, porém não pode ser substituído por outro. Como estilizações originais do símbolo de Asclépio podemos citar os seguintes símbolos e as alterações utilizadas em território brasileiro.
- Associação Paulista de Medicina e o da Academia Brasileira de Medicina Militar, em que o bastão toma a configuração de uma espada;
- Escola Paulista de Medicina, em que o bastão é o próprio tronco de uma árvore;
- Associação Brasileira de Educação Médica, em que o bastão é uma tocha, simbolizando a luz do saber;
- Faculdade de Medicina de Ribeirão Preto, em que a serpente assume o formato de um nó cirúrgico;
- Conselho Federal de Medicina Veterinária, onde junto ao bastão e à serpente está inserida a letra V, ambos tendo como moldura um hexágono irregular.[3]

## Origens
Existem diversas origens quanto ao desenvolvimento da simbologia relacionada ao Bastão de Esculápio, certamente todas contribuíram para a composição do seu significado. O símbolo recebe o nome de uma antiga lenda Grega, sendo que, entretanto, o símbolo é anterior à lenda.

### Origem bíblica

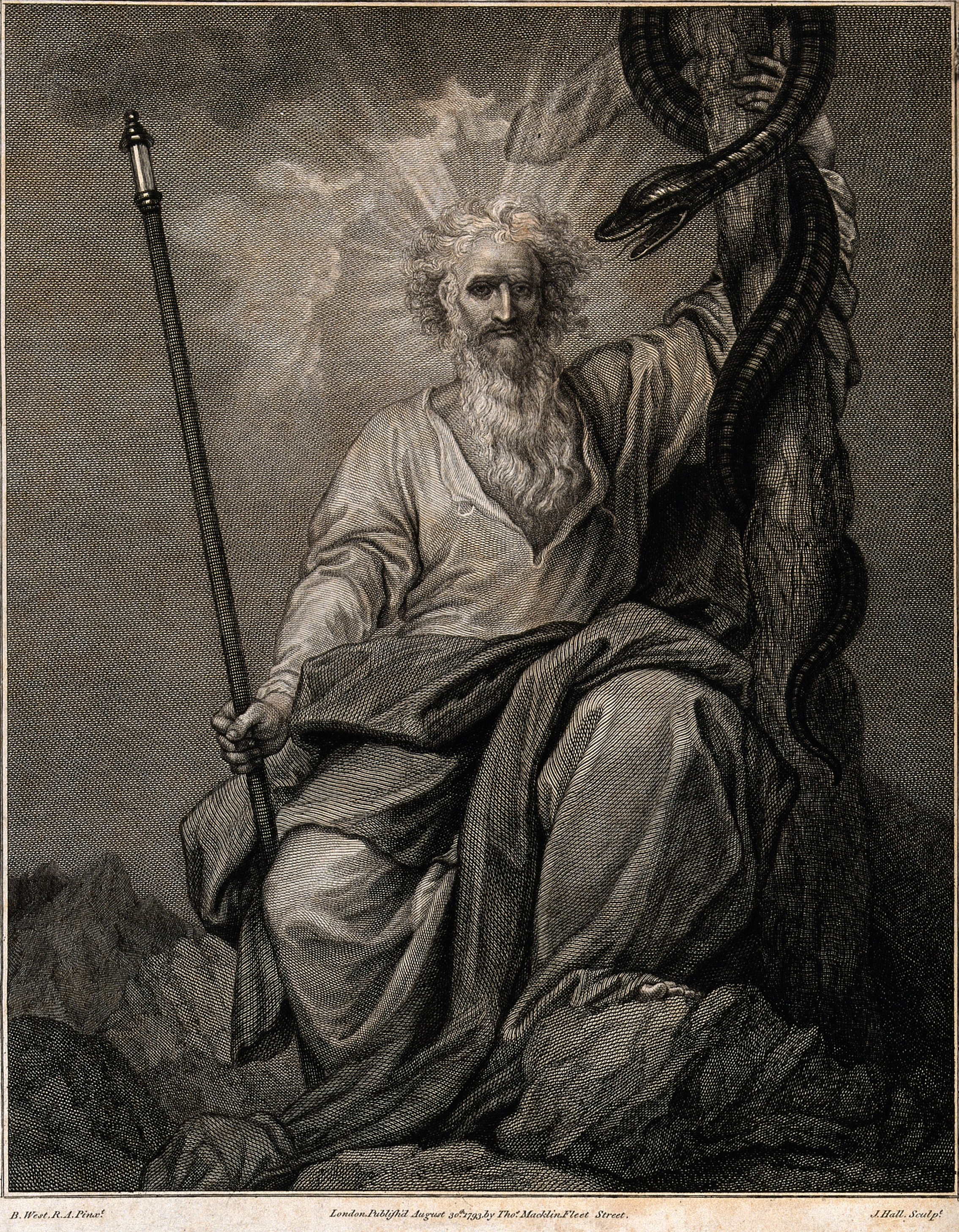
Moisés segurando a Neustã. Gravura por John Hall e pintura por Benjamin West (1793).

Há referências bíblicas ao bordão de Esculápio. "E disse o Senhor a Moisés: Faz para ti uma serpente ardente, e põe-na sobre uma haste; e viverá todo aquele que, tendo sido mordido, olhar para ela." A passagem é uma referência sem constituição datada historicamente, (apesar das investigações arqueológicas que buscam datar a Bíblia e os eventos nela descritos) mas refere o uso médico da simbologia da serpente. A datação é do Antigo Testamento, o que sugere a possibilidade de o caduceu ser um símbolo médico anterior Cristo.

### Origem egípcia
No intercâmbio da civilização grega com a egípcia, o deus Thoth da mitologia egípcia foi assimilado a Hermes e, desse sincretismo, resultou a denominação de Hermes egípcio ou Hermes Trismegistos (três vezes grande), dada ao deus Thoth, considerado o deus do conhecimento, da palavra e da magia.[17] No panteão egípcio, o deus da medicina correspondente a Asclépio é Imhotep e não Thot.

### Origem sincrética
Entre o século III a.C. e o século III d.C. desenvolveu-se uma literatura esotérica chamada hermética, em alusão a Hermes Trismegistos. Esta literatura versa sobre ciências ocultas, astrologia e alquimia, e não tem qualquer relação com o Hermes tradicional da mitologia grega. O sincretismo entre Hermes da mitologia grega com Hermes Trismegistus resultou no emprego do caduceu como símbolo deste último, tendo sido adotado como símbolo da alquimia. Segundo Schouten, da alquimia o caduceu teria passado para a farmácia e desta para a medicina.

## Anexos

O caduceu de Hermes é um símbolo do comércio que costuma ser confundido com o símbolo da medicina

- CASTIGLIONI, A. Histoire de la médecine (trad.) Paris, Payot, 1931.
- MAJOR RA. A History of medicine. Springfield, Charles C. Thomas, 1954.
- KERÉNYI C. Asklepios. Archetypal image of the physician’s existence. London, Thames and Hudson, 1960
- EDELSTEIN EJ, EDELSTEIN L. Asclepius. Collection and interpretation of testimonies. Baltimore, The Johns Hopkins Univ. Press, 1993.
- FONS JW Jr. The serpent as a medical emblem. Marquette Med. Rev. 26:13-15, 1960.
- LAWRENCE C. The healing serpent. The snake in medical iconography. Ulster Med. J. 47:134-140, 1978.
- WILLIAMS NW. Serpents, staffs, and the emblems of medicine. JAMA 281:475-6, 1999.
- BRANDÃO JS. Mitologia grega, vol. 2, 2.ed. Petrópolis, Ed. Vozes, 1988.
- CHEVALIER J, GHEERBRANT, A. Dicionário de símbolos, 2.ed. (trad.). Rio de Janeiro, José Olympio Ed., 1989.
- ENCYCLOPAEDIA BRITTANNICA. Chicago, 1961
- HAMILTON E. A mitologia, 3.ed. (trad.). Publ. D. Quixote, Lisboa, 1983.
- HAUBRICH WS. Medical Meanings. A glossary of word origins. Philadelphia, Am. Col. Phys., 1997
- FRIEDLANDER WJ. The golden wand of medicine. Westport, Greenwood Press, 1992
- METZER WS. The caduceus and the Aesculapian staff: ancient eastern origins, evolution and western parallels. Southern Med. J. 82:743-748, 1989.
- MUñOZ P. Origins of caduceus. Maryland State Med. J. Oct. 1981, p. 35-40.
- ERNOUT, A. & MEILLET, A.: Dictionnaire étymologique de la langue latine. Histoire des mots, 4.ed.     Paris, Ed. Klincksieck, 1979.
- FOWDEN, G. The Egyptian Hermes. New Jersey, Princeton University Press, 1993.
- SCHOUTEN J. The rod and serpent of Asklepios. Symbol of medicine. Amsterdam, Elsevier Publ. Co., 1967.
- McCULLOCH, CC. Jr. – The coat of arms of the medical corps. Military Surg. 41:137-148, 1917.
- GARRISON FH. The babylonian caduceus. Mil. Surg. 44:633-636, 1919.
- TYSON, SL. The caduceus. Sc. Monthly 34:492-498, 1932.
- INTERNET. Diversos sites de busca em Asclepius, caduceus, symbol, medical associations e outros.
- GEELHOED GW. The caduceus as a medical emblem. Heritage or heresy? Southern Med. J.    81:1155-1161, 1988.
- NICHOLS, D. – Iatros, vol. 10, n. 10, 1996

- COLLINS, SG.- Comments on the book The golden wand of medicine, march 18, 1999 (22)
- LÁZARO DA SILVA, A. – Símbolo da medicina. Bol. Inf. C..C.. 43-45, abril/junho 1999.